# Turnia Drwali

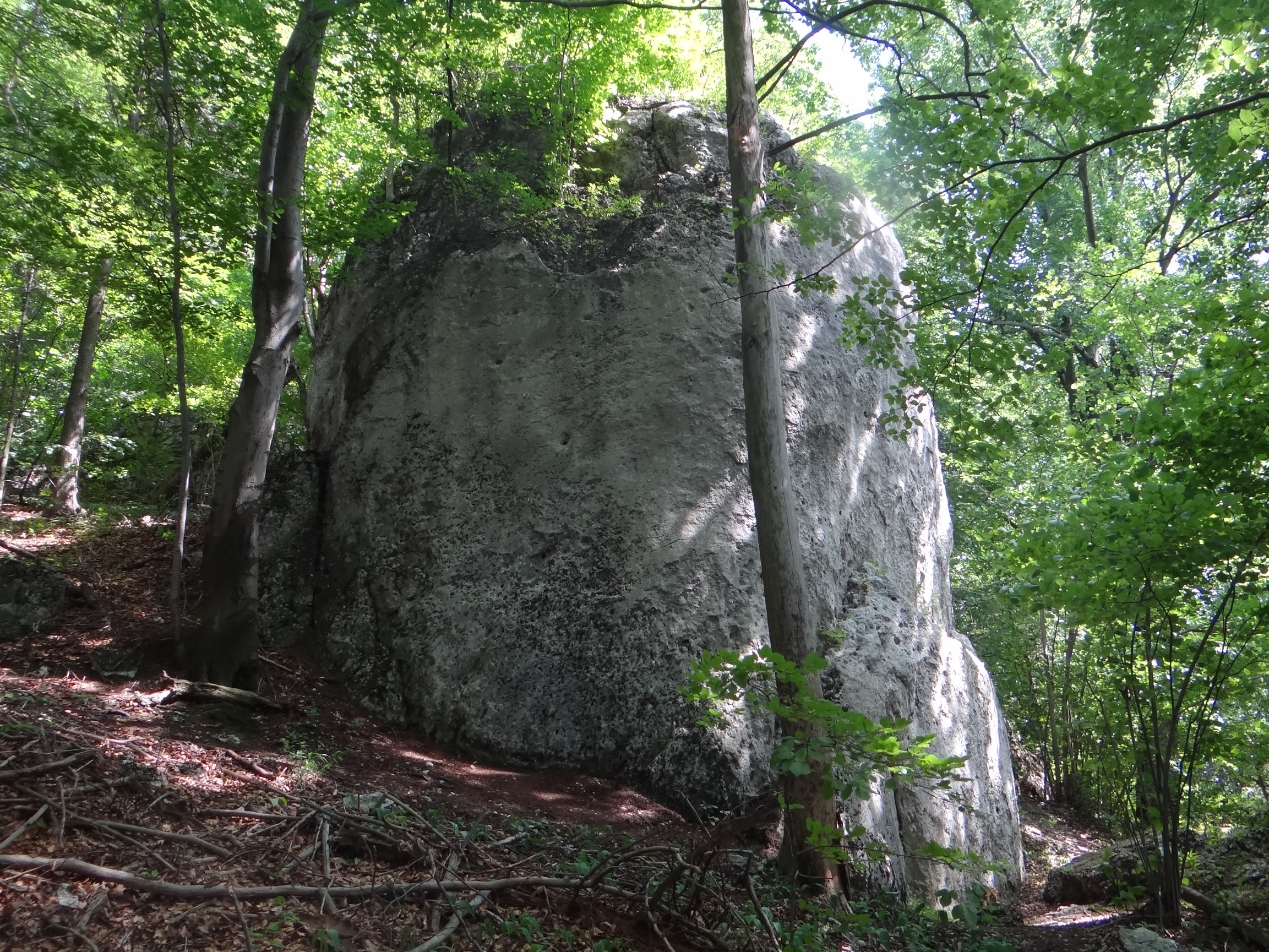

Turnia Drwali – jedna ze skał na Januszkowej Górze we wsi Podlesie, w województwie małopolskim, w powiecie olkuskim, w gminie Olkusz. Znajduje się na północno-zachodnim krańcu Płaskowyżu Ojcowskiego na Wyżynie Olkuskiej. 
Turnia Drwali znajduje się w lesie na zachodnich zboczach Januszkowej Góry. Zbudowana jest z twardych wapieni skalistych. Ma wysokość 10 m–11 m, ściany połogie lub pionowe z filarem. Jest na niej uprawiana wspinaczka skalna. Na zachodniej ścianie są cztery drogi wspinaczkowe. Wszystkie są projektami, ale są obite stałymi punktami asekuracyjnymi (4 ringi) i mają stanowiska zjazdowe. Skała znajduje się wśród drzew zapewniających cień.

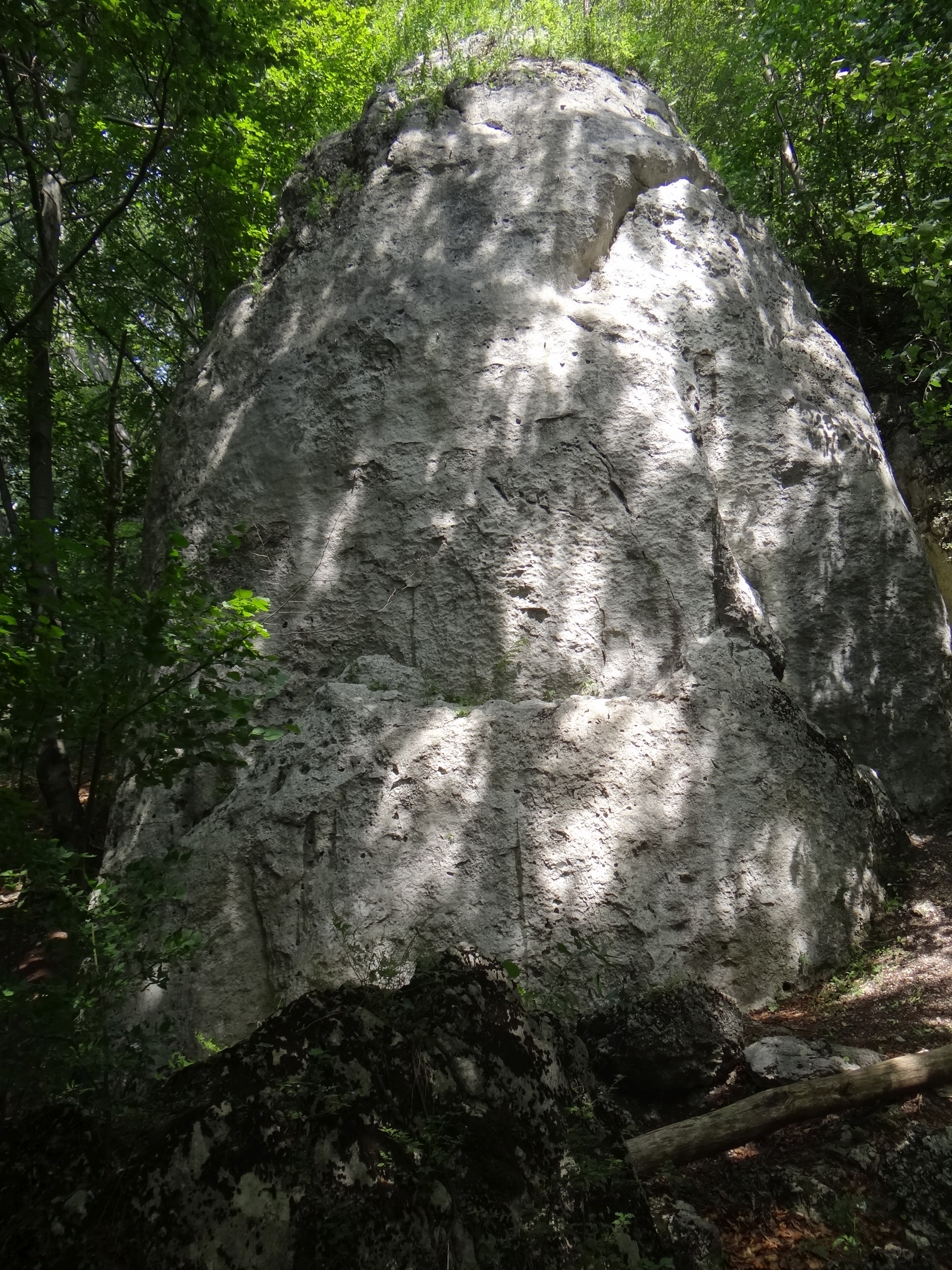